# Polizei SV 1920 Stettin
Polizei SV 1920 Stettin was een Duitse voetbalclub uit de Pommerse stad Stettin, dat tegenwoordig het Poolse Szczecin is.

## Geschiedenis
De club werd in 1920 opgericht. In 1942 werd de naam gewijzigd in SG Orpo Stettin. Na het einde van de oorlog werden alle Duitse voetbalclubs ontbonden, Stettin werd nu een Poolse stad en de club hield op te bestaan.